# (5525) 1991 TS4
1991 تي أس 4 (ويعرف أيضًا باسم (5525) 1991 تي أس 4 وفق تسمية الكوكب الصغير) (بالإنجليزية: 1991 TS4)‏ هو كويكب ضمن حزام الكويكبات؛ وترتيبه 5525 من حيث الاكتشاف.
اكتُشف هذا الجُرم الفلكي بواسطة Nobuhiro Kawasato ‏ في 15 أكتوبر 1991.

## وصلات خارجية
- (5525) 1991 TS4 في قاعدة بيانات مختبر الدفع النفاث لأجرام النظام الشمسي الصغيرة

- الاكتشاف · مخطط المدار ·  العناصر المدارية · المعلمات المادية

- (5525) 1991 TS4 على موقع ويكي سكاي: DSS2, SDSS, GALEX, IRAS, Hydrogen α, X-Ray, Astrophoto, Sky Map, Articles and images